# 안동 고씨
안동 고씨(安東 高氏)는 경상북도 안동시를 본관으로 하는 한국의 성씨이다.
시조는 조선에서 군수를 지낸 제주 고씨의 고응척이며, 이후에는 제주 고씨로 본관을 단일화했다.

## 참고 자료
- “안동고씨(安東高氏)”. 뿌리를 찾아서.[깨진 링크(과거 내용 찾기)]